# Pigello Portinari
Pigello Portinari (Firenze, 16 luglio 1421 – Milano, 11 ottobre 1468) è stato un banchiere e imprenditore italiano.

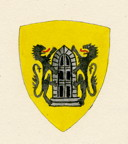
Stemma Portinari

Insieme ai fratelli minori Acerrito e Tommaso, alla morte del padre Folco (1431) venne accolto in casa di Cosimo de' Medici; iniziò la sua carriera nel 1434 a Firenze come garzone di bottega dei Medici, nel cui banco aveva già lavorato in compartecipazione societaria il padre.
Nel 1435 venne inviato quattordicenne a Venezia, e nel 1452 a Milano per aprire la nuova filiale del Banco Mediceo voluta da Francesco Sforza in accordo con Cosimo il Vecchio; poco dopo il suo arrivo a Milano Portinari stabilì la sede della filiale del banco e la propria abitazione in un palazzo dallo Sforza a Cosimo de’ Medici il 20 agosto 1455, poi noto come Palazzo del Banco Mediceo, in Via dei Bossi.
Nel 1456 acquisì la cittadinanza milanese; ciononostante non vennero mai meno i legami di Portinari con la sua città natale: nel 1459 ottenne il priorato nel rione di San Giovanni.
Al contrario, malgrado fosse consigliere e amico di Francesco Sforza e rivestisse un ruolo di primo piano nel mondo economico, politico e artistico (fu committente della cappella di San Pietro Martire presso Sant'Eustorgio, più nota come cappella Portinari) milanese, non risulta che abbia mai rivestito cariche pubbliche nel ducato; ciononostante, fu il fulcro dei rapporti diplomatici non solo tra Firenze e Milano, ma anche con gli altri potentati della penisola. 
Morì nel 1468, dopo una lunga malattia, probabilmente per le febbri della malaria che lo avevano perseguitato per tutta la vita.

## Matrimonio e discendenza
Nel maggio 1459 sposò Costanza (Tancina) di Antonio Serristori (1444-?), dalla quale ebbe otto figli:
- Ludovico (1461[5]-?)
- Folco (1462-1527)
- Caterina (?-22 gennaio 1531), destinataria di un'Exortatione dell'umanista Vespasiano da Bisticci[6]; sposò il 3 dicembre 1479[7] Agnolo di Pandolfo Pandolfini (1449-1509)[8]
- Antonio
- Bernardo
- Benedetto (25 febbraio 1467[9]-1551), sposò Ginevra di Maso degli Alessandri
- Angela
- Giovanni